# Беркут (бойцовский клуб)
Бойцовский клуб «Беркут» — спортивный клуб, объединяющий бойцов смешанных единоборств. Был создан в декабре 2010 года в Грозном. Впервые члены клуба выступили на турнире «CC — Champions Cup», который прошёл в 2011 году в Грозном. В 2014 году в клубе занималось более 800 человек. Среди них бывшие и действующие чемпионы России, Европы и мира по самым разным видам спортивных и боевых единоборств, мастера спорта, судьи международной категории. Клуб имеет несколько филиалов в Чечне и других регионах России. Клубом издаётся одноимённый журнал.
В декабре 2018 года клуб был объединён с бойцовским клубом «Ахмат» и принял название последнего.

## Тренеры клуба
Главным тренером является известный боец ММА, серебряный призёр чемпионата мира по панкратиону, двукратный обладатель Кубка России, чемпион Азии, обладатель Кубка Содружества наций Беслан Исаев. В клубе также работают тренеры:
- Ислам Дацаев — старший тренер БК «Беркут» по джиу-джитсу и грэпплингу, президент федерации бразильского джиу-джитсу и грэпплинга Чеченской Республики;
- Муса Шихабов — старший тренер по кикбоксингу, чемпион России, Казахстана и мира по кикбоксингу;
- Арби Мурадов — тренер по джиу-джитсу, чемпион Бельгии и Голландии, призёр чемпионата Европы по бразильскому джиу-джитсу.

## Известные бойцы клуба
- Абдулвахабов, Азиз Абулапаевич — чемпион лиги ACB;
- Вагаев, Абубакар Романович — боец смешанных единоборств, чемпион и призёр чемпионатов России, Европы и мира по кикбоксингу, УКАДО, грэпплингу, тайскому боксу;
- Исаев, Беслан — боец смешанного стиля, мастер спорта России по вольной борьбе, обладатель Кубка России по панкратиону 2008 года, чемпион Азии по панкратиону, обладатель Кубка Содружества Наций ProFC 2010 года;
- Магомедов, Руслан Гаджимагомедович — кикбоксер и боец смешанных единоборств, чемпион мира по кикбоксингу по версии K-1, боец UFC;
- Мусаев, Ахмед Салманович — самбист и боец смешанных единоборств, чемпион России 2000 года по рукопашному бою, 3-кратный обладатель Кубка России по рукопашному бою, чемпион России и Европы по боевому самбо;
- Лорсанов, Ибрагим Завалуевич — специалист по многим видам единоборств (карате, кудо, кикбоксинг), чемпион Азербайджана, России, Европы и мира, заслуженный мастер спорта России;
- Умиев, Зелимхан Зайндиевич — самбист и боец смешанного стиля, серебряный призёр чемпионата России по боевому самбо, призёр Кубка России по боевому самбо, чемпион России по рукопашному бою, серебряный призёр чемпионата Европы по самбо;
- Халиев, Адам Сираждиевич — чемпион мира по кудо, обладатель кубка мира по кудо, чемпион мира по кикбоксингу, чемпион Евразии по рукопашному бою, двукратный чемпион России по кикбоксингу;
- Хаманаев, Муса Саидахматович — чемпион России и мира по боевому самбо, чемпион России по бразильскому джиу-джитсу, мастер спорта России по вольной борьбе, чемпион M-1 Challenge в лёгком весе;
- Хасханов, Руслан — обладатель Кубка чемпионов по панкратиону в ЮФО, чемпион России, Европы, Азии и мира по бразильскому джиу-джитсу, десятикратный чемпион России по боевому самбо, чемпион мира по боевому самбо, победитель турниров по грэпплингу NAGA и Grappler Quest 2012;
- Чужигаев, Ибрагим Суманович — самбист и боец смешанных единоборств, чемпион России и Европы по панкратиону, серебряный призёр чемпионата России по кунг-фу;